# Yuichi Shoda
Pour les articles homonymes, voir Shoda.
 (septembre 2018).
Yuichi Shoda est un psychologue américain d'origine japonaise. Il a contribué au développement de la théorie du système cognitivo-affectif de la personnalité (en).

## Biographie
Shoda est né et a grandi au Japon. Il a étudié la physique à l'Université de Hokkaido à Sapporo. Après avoir fréquenté l'Université de Californie à Santa Cruz, il a commencé des études supérieures en psychologie à Stanford, qu'il a terminées à l'université Columbia. Il rejoint l'université de Washington en 1996,,.
En 1996, il coécrit avec Walter Mischel un document présentant la « théorie du système cognitivo-affectif de la personnalité ».

## Publications (sélection)
- avec Daniel Cervone, Geraldine Downey, Persons in context: building a science of the individual. New York, Guilford Press, 2007,  (ISBN 9781593855673).
- avec Daniel Cervone The coherence of personality: Social-cognitive bases of personality consistency, variability, and organization. New York: Guilford, 1999.
- avec Walter Mischel, Reconciling contextualism with the core assumptions of personality psychology. In: European Journal of Personality 14, 2000, S. 407-428.
- avec Walter Mischel, Cognitive social approach to dispositional inferences: What if the perceiver is a cognitive-social theorist? In: Personality and Social Psychology Bulletin 19, 1993, p. 574-585.
- avec Walter Mischel & Jack C. Wright, Links between personality judgments and contextualized behavior patterns: Situation-behavior profiles of personality prototypes. In: Social Cognition 4, 1993, p. 399-429.